# Сепьяччи, Луиджи
Луиджи (Доменико Даниэле) Сепьяччи (итал. Luigi (Domenico Daniele) Sepiacci; 12 сентября 1835, Палермо, Папская область — 26 апреля 1893, Рим, королевство Италия) — итальянский куриальный кардинал, августинец. Титулярный епископ Каллиника с 15 марта 1883 по 14 декабря 1891. Президент Папской Академии церковной знати с 7 августа 1885 по 28 июня 1886. Секретарь Священной Конгрегация по делам епископов и монашествующих с 28 июня (или 2 июля) 1886 по 14 декабря 1891. Префект Священной Конгрегации индульгенций и священных реликвий с 1 августа 1892 по 26 апреля 1893. Кардинал-священник с 14 декабря 1891, с титулом церкви Санта-Приска с 17 декабря 1891.  